# کوسکوس اشتاین
کوسکوس اشتاین (نام علمی: Phalanger vestitus) نام یک گونه از سرده پره‌کیسه‌دارها است.